# Kruzslicz István Gábor
Kruzslicz István Gábor (Hódmezővásárhely, 1944. szeptember 12. –) helytörténész, levéltár-igazgató, képzőművész. 

## Életpályája
A hódmezővásárhelyi Állami Bethlen Gábor Gimnáziumban érettségizett. Tanulmányait a szegedi József Attila Tudományegyetem Bölcsészettudományi Karán folytatta, ahol 1969-ben történelem–orosz szakon végzett. 1981-ben a szegedi Juhász Gyula Tanárképző Főiskolán rajztanári képesítést is szerzett. 1982-ben elnyerte az egyetemi doktorátusi címet. 1969-ben könyvtáros a Csongrád Megyei Könyvtárban, 1969 és 1979 között a hódmezővásárhelyi Szántó Kovács János Kollégium nevelőtanára, közben óraadó tanár a Frankel Leó Közgazdasági és Egészségügyi Szakközépiskolában. 1979–1980-ig a Bethlen Gábor Gimnázium tanára, majd levéltáros a Csongrád Megyei Levéltárban (Szeged). 1986 és 2006 között a Csongrád Megyei Levéltár Hódmezővásárhelyi Levéltára igazgatója. 1993 és 2003 között tagja a Vásárhelyi Téka könyvsorozat szerkesztőbizottságának. 1996 és 2004 között Kovács Istvánnal szerkesztette a Hódmezővásárhelyi Szeremlei Társaság évkönyvét. 1996 és 2002 között közreadta Szeremlei Sámuel kéziratos okmánytárának használatához szükséges oklevélmásolatok analitikus, kiadásra szánt levéltári segédleteit, regesztáit. Több évig rendszeresen kiállított szobraival és képeivel a Csongrád Megyei Honismereti Egyesület képzőművészeti tárlatain és önállóan is.

## Művei
- Régészeti kutatások Hódmezővásárhelyen. In: Vásárhelyi Tanulmányok. IX. köt., 1979. p. 7–22.
- http://jadox.nlvk.hu/jadox/portal/#result_anchor Archiválva 2017. július 22-i dátummal a Wayback Machine-ben
- A mezőváros fejlődése a visszatelepülés után. In: Hódmezővásárhely története. I. A legrégibb időktől a polgári forradalomig. Főszerk.Nagy István, kötetszerk.Szigeti János.Hódmezővásárhely(Hmv),1984. p. 377–448.
- http://katalogus.nlvk.hu/html/hek/hodmezovasarhely_tortenete_I/index.htm Archiválva 2015. november 10-i dátummal a Wayback Machine-ben
- Hódmezővásárhely önkormányzata a XVIII. század első felében, In: A hódmezővásárhelyi Bethlen Gábor Gimnázium évkönyve, 1980. p. 24–33.
- Csanád megye levéltára, 1710–1950. Szerk. Blazovich László. Szeged, 1984. 274 p. (A Csongrád Megyei Levéltár kiadványai, 1.)  https://library.hungaricana.hu/hu/view/CSOM_Seg_01/?pg=0&layout=s
- Algyő bevallási könyve és Makó egyéni birtoklapjai. In: Levéltári Szemle, 1987. 4. sz. p. 44–50.
- https://library.hungaricana.hu/hu/view/LeveltariSzemle_37_1987/?pg=362&layout=s
- A török kiűzésétől az 1848. évi polgári forradalomig. In: Algyő és népe. Szerk. Hegyi András, Kristó Gyula. Szeged, 1987. p. 95–112.
- Csongrád város mezőgazdasága és lakosainak helyzete II. József kataszteri felmérése tükrében. In: Tanulmányok Csongrád Megye Történetéből. XIII. Szeged, 1988. p. 17–46.
- https://library.hungaricana.hu/hu/view/CSOM_Tan_13/?pg=268&layout=s
- A hódmezővásárhelyi árvíz 1887-ben. In: Hidrológiai Közlöny, 1988. 5. sz. p. 305–307.
- https://library.hungaricana.hu/hu/view/HidrologiaiKozlony_1988/?pg=264&layout=s
- A vásárhelyi nyári színkör ötven éve. In: Juss, 1988. június. p. 2–11.
- Juss. Társadalomismereti és kulturális szemle. Felelős szerk. Szoboszlai Zsolt, szerk. Kovács Imre Attila. 1989. 1–4. sz. (képszerkesztés)
- Nemzeti ünnepeink a történelem sodrában. In: Juss. 1989. 1. sz. p. 87–93. http://juss_18903.pdf%5B%5D
- Adatok Hódmezővásárhely városigazgatásának történetéhez, 1848–1873. In: Tanulmányok Csongrád Megye Történetéből. 14. köt. 1989. p. 221–254.

https://library.hungaricana.hu/hu/view/CSOM_Tan_14/?pg=228&layout=s
- Százhúsz éve futott be az első vonat Hódmezővásárhelyre. In: Honismeret, 1990. 5. sz. p. 23–24.

https://epa.oszk.hu/03000/03018/00093/pdf/EPA03018_honismeret_1990_05-06_023-024.pdf
- Kataszteri felmérések és térképek Szegeden 1848 előtt. In: Tanulmányok Csongrád megye történetéből. 16. Szeged, 1990. p. 145–158. https://library.hungaricana.hu/hu/view/CSOM_Tan_16/?pg=148&layout=s
- „Üdvözlet Hódmezővásárhelyről”. 120 éve jelent meg az első képes levelezőlap. In Honismeret, 1991. 6. sz. p. 15–17.  https://epa.oszk.hu/03000/03018/00100/pdf/EPA03018_honismeret_1991_06_015-017.pdf
- Hódmezővásárhely Megyei Jogú Város polgármesterének jelentései az 1991–2002. évekről. Hmv, 1992–2003. (szerkesztés Kovács Istvánnal és Szigeti Jánossal)
- Hódmezővásárhely. Útikönyv. Hmv,1992. 111 p.(Kovács Istvánnal és Szigeti Jánossal) 2. jav. kiad. 1995.
- Hódmezővásárhely. Reiseführer. Übersetzung von Antal Endrey, Katalin Wilhayn, Jürgen Wilhayn. Hmv, 1992. 137 p. (Kovács Istvánnal és Szigeti Jánossal) 2. jav. kiad. 1996.
- Vásárhelyi Téka. Helytörténeti, irodalmi, művészeti tanulmányok. Hmv, 1993–2003. 1–15. köt. (sorozatszerkesztés Herczeg Mihállyal, Kovács Istvánnal, Szigeti Jánossal)
- Grezsa Ferenc: Irodalom Vásárhelyen, Vásárhely az irodalomban. Hmv, 1993. 77 p. (Vásárhelyi Téka, 1.). (szerkesztés Kovács Istvánnal és Szigeti Jánossal)
- A hódmezővásárhelyi zsidóság, 1740–1993. Hmv, 1993. 48 p. (Vásárhelyi Téka, 3.). (szerkesztés Kovács Istvánnal és Szigeti Jánossal)
- Hódmezővásárhely története, 1848–1918. II/1–2. Főszerk. Szabó Ferenc. Hmv, 1993. 1007 p. (fotók összeállítása és szerkesztése, kötetszerkesztés Kovács Istvánnal és Szigeti Jánossal)

http://katalogus.nlvk.hu/html/hek/hodmezovasarhely_tortenete_II/index.htm Archiválva 2015. november 10-i dátummal a Wayback Machine-ben
- Várospolitika, közigazgatás. Urbanizáció. Közlekedés és szállítás. In. Uo. 377–488.

http://katalogus.nlvk.hu/html/hek/hodmezovasarhely_tortenete_II/index.htm Archiválva 2015. november 10-i dátummal a Wayback Machine-ben
- Délalföldi vasútépítési mozgalmak a századfordulón. In: Száz éves volt a Szentes – Hódmezővásárhely helyiérdekű vasút, 1893–1949. Szerk. Vörös Gabriella. Szentes 1993. p. 1–27.
- Hódmezővásárhely. Guide-book. Ford. Hamvas Péter. Hmv, 1994. 127 p. (Kovács Istvánnal és Szigeti Jánossal)
- Százéves a vásárhelyi városháza. Hmv, 1994. 62 p. (Vásárhelyi Téka ; 4.). (Kovács Istvánnal és Szigeti Jánossal)
- Francisztiné Molnár Erzsébet: A Hódmezővásárhelyi Állami Óvónőképző negyven éve, 1892–1932. Hmv, 1994. 94 p. (szerkesztés Kovács Istvánnal és Szigeti Jánossal)
- Szeremlei Sámuel emlékezete. Hmv, 1994. 182 p. (Vásárhelyi Téka, 7.). (szerkesztés Kovács Istvánnal és Szigeti Jánossal)
- https://sites.google.com/site/rebonasebelffec5/749000332963-72tripitGEcastquad81 Archiválva 2020. október 30-i dátummal a Wayback Machine-ben
- A monográfia születése. In: Uo. p. 87–98.
- Szeremlei Sámuel régészeti kutatásai. In: Uo. p. 99–110.
- A Szeremlei hagyaték. In: Uo. p. 119–122.
- Herczeg Mihály: Hódmezővásárhelyi parasztételek. Hmv, 1994. 158 p. (Vásárhelyi Téka, 5.) (szerkesztés Kovács Istvánnal és Szigeti Jánossal) 2. jav., bőv. kiad. 1998.
- Hódmezővásárhely város levéltára, 1691–1950. A Csongrád Megyei levéltár kiadványai. Segédletek. 4. Szeged, 1994. 246 p. (Makó Imrével) https://library.hungaricana.hu/hu/view/CSOM_Seg_04/?pg=3&layout=s
- A Hódmezővásárhely Szeremlei Társaság évkönyve (SZTÉ) 1996. Hmv, 1996. 177 p. (szerkesztés Kovács Istvánnal és Szigeti Jánossal) https://library.hungaricana.hu/en/view/SzeremleiTarsasagEK_1996
- Halászat Hódmezővásárhelyen a 18–19. században. In. Uo. p. 36–59.

https://library.hungaricana.hu/en/view/SzeremleiTarsasagEK_1996
- Gondolatok Nagy Györgytől, Nagy Györgyről. Hmv, 1996. 49. p. (Kovács Istvánnal)
- Az újratelepüléstől az 1848. évi polgári forradalomig. In: Mindszent története és népélete. Szerk. Juhász Antal. Mindszent, 1996. p. 91–129.

https://www.sulinet.hu/oroksegtar/data/telepulesek_ertekei/mindszent/mindszent_tortenete_es_nepelete/index.htm
- Szent István-szobor Hódmezővásárhelyen. Hmv, 1997. 125 p. (Vásárhelyi Téka, 10.). (Kovács Istvánnal és Szigeti Jánossal)
- Francisztiné Molnár Erzsébet: Hódmezővásárhely óvodatörténete, 1860–1997. Hmv, 1997. 275 p. (Vásárhelyi Téka, 11.) (szerkesztés Kovács Istvánnal és Szigeti Jánossal)
- SZTÉ 1997. Hmv, 1997. 242 p. (szerkesztés Kovács Istvánnal és Szigeti Jánossal)
- https://library.hungaricana.hu/en/view/SzeremleiTarsasagEK_1997
- Schlosser Miklósné Kiss Eszter: A Hódmezővásárhelyi Szent Domonkos rendi nővérek leánynevelő intézet emlékkönyve, 1902–1997. Hmv, 1997. 155 p. (szerkesztés Kovács Istvánnal és Szigeti Jánossal)
- SZTÉ 1998. Hmv, 1999. 139 p. (szerkesztés Kovács Istvánnal és Szigeti Jánossal)

https://library.hungaricana.hu/en/view/SzeremleiTarsasagEK_1998
- Kossuth-kultusz és a hódmezővásárhelyi olvasókörök. In: Uo. p. 25–39.

https://library.hungaricana.hu/en/view/SzeremleiTarsasagEK_1998
- SZTÉ 1999. Hmv, 2000. 147 p. (szerkesztés Kovács Istvánnal és Szigeti Jánossal)

https://library.hungaricana.hu/en/view/SzeremleiTarsasagEK_1999
- Százhúsz éve, a szegedi „nagyvíz” idején épült Hódmezővásárhely árvédelmi téglafala.In: Uo. p. 104–109.

https://library.hungaricana.hu/en/view/SzeremleiTarsasagEK_1999
- Mártély. Budapest, 2000. 196 p. (Herczeg Mihállyal).
- Hódmezővásárhely régi képes levelezőlapokon. Budapest, 1999. 78 p. (Máyer Jenővel). 2. jav. és bőv. kiad. 2003.
- Százhúszéves a Hódmezővásárhelyi Gazdasági Egylet. Hmv, 1999. 87 p. (Szabó Lajossal és Perényi Jánossal)
- Hódmezővásárhely jeles tudósai. Hmv, 2000. 269. (Vásárhelyi Téka, 13.). (szerkesztés Kovács Istvánnal)
- Szócikkek: Kovács Ferenc p. 59–72.; Szeremlei Sámuel p. 85–102.; Tálasi István p. 103–114.; Marton János p. 218–219.; Szűcsné Péter Judit p. 257–258.; Zsuffa István p. 268–269.
- SZTÉ 2000. Hmv, 2001. 136 p. (szerkesztés Kovács Istvánnal és Szigeti Jánossal)

https://library.hungaricana.hu/en/view/SzeremleiTarsasagEK_2000
- A Református Ótemplom és a bazársor. In: Uo. p.17–23. https://library.hungaricana.hu/en/view/SzeremleiTarsasagEK_2000
- Száz éve született Bakay György sebészorvos, kórházigazgató. In: Uo. p. 101–102.

https://library.hungaricana.hu/en/view/SzeremleiTarsasagEK_2000
- A köztársasági Nagy György vásárhelyi évei a sajtó tükrében, 1911–1913. In: Dömötör János emlékkönyv. Hmv, 2002. p. 145–165. (Múzeumi Műhely, 1.) Hódmezővásárhely törvényhatósági jogú város történeti almanachja, 1873–1950. Városfejlődés 1873 előtt. p. 7–12.; Hódmezővásárhely országgyűlési képviselői, 1849–1872. p. 13–20.; Polgármesterek, főispánok 1849 és 1870 között. p. 21–26.; Szócikkek: Németh Albert p. 42–45.; Gosztonyi Sándor p. 47–49.; Endrey Gyula p. 59–52.; Pokomándy István p. 124– 126.; Ábrai Károly p. 126–128.; Kristó Lajos p. 128–130.; Baksa Lajos p. 130–132.; Dáni Ferenc p. 161-163.; Rónay Lajos p. 163–165; Kállay Albert p. 166–167., Thoroczkay Viktor p. 167–168.; Lukács György p. 168–171.; Nagy Mihály p. 171–172; Fábry Sándor p. 172–173; Spilka Antal p. 174–176.
- SZTÉ 2001–2002. Hmv, 2003. 195 p. (szerkesztés Kovács Istvánnal és Szigeti Jánossal)

https://library.hungaricana.hu/hu/view/SzeremleiTarsasagEK_2001_2002
- SZTE 2003. Hmv, 2004. 169 p. (szerkesztés Kovács Istvánnal)

https://library.hungaricana.hu/hu/view/SzeremleiTarsasagEK_2003
- SZTE 2004. Hmv, 2005. 249 p. (szerkesztés Kovács Istvánnal és Varsányi Attilával)

https://library.hungaricana.hu/hu/view/SzeremleiTarsasagEK_2004
- Képzőművészek a mártélyi Tisza-parton.Vásárhelyiség, mítosz és valóság.In:Tiszatáj, 2006. 10. p.98–101.
- A városháza. Hmv, 2007. 199 p. (szerkesztés Kovács Istvánnal)
- SZTÉ 2008. Hmv, 2009. 327 p. (szerkesztés Herczeg Mihállyal, Kovács Istvánnal, Varsányi Attilával)

https://library.hungaricana.hu/hu/view/SzeremleiTarsasagEK_2008
- Tűzvészek Hódmezővásárhelyen a 19. század első felében. In: Uo. p. 24–35.

https://library.hungaricana.hu/hu/view/SzeremleiTarsasagEK_2008
- SZTÉ 2009. Hmv, 2010. 522 p. (szerkesztés Herczeg Mihállyal, Kovács Istvánnal, Varsányi Attilával)

https://library.hungaricana.hu/hu/view/SzeremleiTarsasagEK_2010
- Mezsgyén innen, határon túl. Egy békéscsabai fotóművész Vásárhelyen. In: Vásárhelyi Látóhatár, 2013. 2. p. 22. Grin Igorról.
- Halászat. In: Hódmezővásárhely néprajza. Főszerk. Novák László Ferenc, szerk. Nagy Vera, Szenti Tibor. Hmv, 2015. p. 215–273.
- Francisztiné Molnár Erzsébet: Oktatástörténeti album 1–2. Hmv, 2016. (képszerkesztés)
- Urbanizáció. In: Hódmezővásárhely története, 1918–1950. III/2. Szerk. Makó Imre, Marjanucz László. Hmv, 2019. p. 1095–1186.

## Kiállításai
- Hódmezővásárhely (1978, 2010)
- Szolnok (2010)
- Szeged (2011)

## Tagságai
- A Hódmezővásárhelyi Szeremlei Társaság alapító tagja (1990–), 2010-ig titkár.
- Emlékbizottság a II. világháború hódmezővásárhelyi áldozatai emlékének megörökítésére (1995)
- Megyei Honismereti Egyesület
- Magyar Levéltárosok Egyesülete

## Kitüntetései
- Pro Urbe Hódmezővásárhely (1992)
- Signum Urbis Honorantis (2003)
- Díszdiploma (Aranydiploma) (2017)